# You're My Heart, You're My Soul
You're My Heart, You're My Soul è una celebre canzone pop incisa dal duo tedesco Modern Talking, una prima volta nel 1984 e poi nuovamente nel 1998.

## Testo e musica
Il brano parla di un uomo col cuore ardente di passione che, pur essendo immerso nei suoi sogni, percepisce che quello che sta vivendo è un amore destinato a crescere.
La musica è molto ritmata, come era consuetudine per i pezzi degli anni ottanta.

## Versione 1984 (originale)
You're my heart, you're my soul è il singolo d'esordio dei Modern Talking e anche quello che anticipa l'album The 1st Album dello stesso anno.

### Il disco
Primo singolo estratto dall'album di debutto, è, insieme a Cheri, Cheri Lady e Brother Louie (singoli dei due album successivi), il più conosciuto e rappresentativo del gruppo.
La canzone è stata scritta, musicata e prodotta da Dieter Bohlen con lo pseudonimo Steve Benson.
Questa versione è stata inserita anche nel CD maxi del 1998 che contiene la pubblicazione del suo rifacimento.

### Successo e classifiche
Grande successo internazionale, ha raggiunto il primo posto nelle classifiche di vari paesi e si è aggiudicato il disco di platino in Danimarca e Sudafrica (2 volte) e il disco d'oro in Belgio, Portogallo, Svezia, Francia, Germania.
Ha venduto in tutto il mondo oltre 8 milioni di copie.
| Classifica (1985) |                        | Posizione massima | Settimane in classifica |
| ----------------- | ---------------------- | ----------------- | ----------------------- |
| Germania          | Germania (bandiera)    | 1                 | 25                      |
| Svizzera          | Svizzera (bandiera)    | 1                 | 22                      |
| Austria           | Austria (bandiera)     | 1                 | 20                      |
| Belgio (Vallonia) | Belgio (bandiera)      | 1                 | 15                      |
| Francia           | Francia (bandiera)     | 3                 | 26                      |
| Norvegia          | Norvegia (bandiera)    | 3                 | 15                      |
| Svezia            | Svezia (bandiera)      | 3                 | 8                       |
| Paesi Bassi       | Paesi Bassi (bandiera) | 6                 | 13                      |
| Italia            | Italia (bandiera)      | 22                | —                       |
| Regno Unito       | Regno Unito (bandiera) | 56                | 7                       |

### Video musicale
Il videoclip originale è stato registrato in Lussemburgo negli studi di RTL, a quei tempi neo-nata TV locale tedesca

### Tracce
Singolo 7" (Hansa 106 884)

Lato A
1. You're My Heart, You're My Soul (versione singolo) – 3:48 (Steve Benson[4])

Lato B
1. You're My Heart, You're My Soul (versione strumentale) – 4:01

Maxi Singolo 12" (Hansa 601 496, 071 9 60149 6)

Lato A
1. You're My Heart, You're My Soul (versione estesa[10]) – 5:35

Lato B
1. You're My Heart, You're My Soul (versione strumentale) – 4:01

## Versione 1998 (cover)
You're my heart, you're my soul '98, singolo che anticipa l'album Back for Good del 1998, è una nuova incisione dell'originale del 1984, fatta dagli stessi Modern Talking subito dopo la ricostituzione del duo.

### Successo e classifiche
| Classifica (1998)                  |                      | Posizione massima | Settimane in classifica |
| ---------------------------------- | -------------------- | ----------------- | ----------------------- |
| Germania                           | Germania (bandiera)  | 2                 | 20                      |
| Austria                            | Austria (bandiera)   | 2                 | 13                      |
| Francia                            | Francia (bandiera)   | 3                 | 23                      |
| Svizzera                           | Svizzera (bandiera)  | 4                 | 25                      |
| Svezia                             | Svezia (bandiera)    | 6                 | 23                      |
| Finlandia                          | Finlandia (bandiera) | 8                 | 7                       |
| Belgio (Fiandre) Belgio (Vallonia) | Belgio (bandiera)    | 10 26             | 17 8                    |

### Video Musicale
- You're my heart, you're my soul '98: video ufficiale, su YouTube. URL consultato il 17 aprile 2014.

### Tracce
CD Maxi (Hansa 432 1 57357 2)
1. You're My Heart, You're My Soul '98 (vocal mix) – 3:49
2. You're My Heart, You're My Soul '98 (classic mix) – 3:41
3. You're My Heart, You're My Soul '98 (feat. Eric Singleton) (rap version) – 3:17
4. You're My Heart, You're My Soul (original short mix[15]) – 3:48 – 1984
5. You're My Heart, You're My Soul (original long mix[16]) – 5:36 – 1984

CD Singolo (Hansa 432 1 58884 2)
1. You're My Heart, You're My Soul '98 (feat. Eric Singleton) (rap version) – 3:17
2. You're My Heart, You're My Soul '98 (vocal mix) – 3:49

## Formazione
- Thomas Anders – voce solista, tastiere
- Dieter Bohlen – chitarre, coro

## Cover
- Nel 2006 lo stesso Thomas Anders ha pubblicato una cover nel suo album da solista Songs Forever.
- Il gruppo musicale rock finlandese Leningrad Cowboys nell'album Zombies Paradise e nel CD singolo estratto, entrambi pubblicati nel 2006 e nel videoclip del 2007.